# Агаси Аваги Бадалян
Агаси Аваги Бадалян (арм. Աղասի Ավագի Բադալյան; род. 8 марта 1914, Шуша — 11 сентября 1972, Гюмри) — армянский актёр театра и кино, заслуженный артист Армянской ССР. В 1936—1972 роках — актёр Ленинаканского драматического театра.

## Биография
Родился в Шуши. Учился в студии армянской драмы в Москве, в студии Рубена Симонова. Работал актёром в Армянской драматической студии в Москве, затем в драматических театрах Баку и Степанакерта. С 1936 по 1972 год был актёром театра «Мравян» в Ленинакане (ныне драматический театр имени В. Аджемяна в Гюмри). Он был многожанровым актёром.
Играл в постановках русских, европейских и других народных драматических произведений, таких как:
- «Без вины виноватые» А. Островского — Незнамов,
- «Отелло» У. Шекспира — Родриго,
- «Вагиф» С. Вургуна — Али-бей Смед,
- «Намус» А. Ширванзаде — Смбат,
- «На развалинах» А. Ширванзаде — Левон,
- «Разорённый очаг» Г. Сундукяна — Дарчо,
- «Восточный дантист» А. Пароняна — Нико,
- «Ванкадзор» В. Вагаршяна — Гедеон,
- «Цахкасар» А.Барсегяна[арм.] — Шмон,
- «Когда раскрывается фиалка» А. Дарбни[арм.] — Арут,
- «Артавазд II» Л. Микаеляна[арм.] (Марк Антониос)
- и другие.

В 1983 году снялся в фильме «Кочари».
В 1971 году был удостоен звания Заслуженного артиста Армении. Он умер в Ленинакане (ныне Гюмри).